# 18565 Selg
18565 Selg è un asteroide della fascia principale. Scoperto nel 1997, presenta un'orbita caratterizzata da un semiasse maggiore pari a 3,1030523 UA e da un'eccentricità di 0,1188538, inclinata di 5,00127° rispetto all'eclittica.